# Herrarnas C-1 500 meter i kanotsport vid olympiska sommarspelen 2000
Herrarnas C-1 500 meter vid olympiska sommarspelen 2000 hölls på Sydney International Regatta Centre i Sydney. 

## Medaljörer
| Gren           | Guld                   | Silver                 | Brons                    |
| C-1, 500 meter | György Kolonics Ungern | Maksim Opalev Ryssland | Andreas Dittmer Tyskland |

## Resultat

### Heat
| Heat 1 av 2 Datum: Onsdagen 27 september 2000 | Heat 1 av 2 Datum: Onsdagen 27 september 2000 | Heat 1 av 2 Datum: Onsdagen 27 september 2000 | Heat 1 av 2 Datum: Onsdagen 27 september 2000 | Heat 1 av 2 Datum: Onsdagen 27 september 2000 |
| Placering                                     | Kanotister                                    | Nation                                        | Tid                                           | Kval                                          |
| --------------------------------------------- | --------------------------------------------- | --------------------------------------------- | --------------------------------------------- | --------------------------------------------- |
| 1                                             | Maxim Opalev                                  | Ryssland                                      | 1:51.048                                      | QF                                            |
| 2                                             | György Kolonics                               | Ungern                                        | 1:51.492                                      | QF                                            |
| 3                                             | Slavomír Kňazovický                           | Slovakien                                     | 1:52.146                                      | QF                                            |
| 4                                             | Florin Huidu                                  | Rumänien                                      | 1:53.076                                      | QS                                            |
| 5                                             | José Manuel Crespo                            | Spanien                                       | 1:53.862                                      | QS                                            |
| 6                                             | Christian Frederiksen                         | Norge                                         | 1:54.366                                      | QS                                            |
| 7                                             | Aleksandr Maseykov                            | Belarus                                       | 1:54.468                                      | SQ                                            |
| 8                                             | Kaysar Nurmaganbetov                          | Kazakstan                                     | 1:55.422                                      | SQ                                            |
| 9                                             | Jordan Malloch                                | USA                                           | 1:58.938                                      |                                               |

| Heat 2 av 2 Datum: Onsdagen den 27 september 2000 | Heat 2 av 2 Datum: Onsdagen den 27 september 2000 | Heat 2 av 2 Datum: Onsdagen den 27 september 2000 | Heat 2 av 2 Datum: Onsdagen den 27 september 2000 | Heat 2 av 2 Datum: Onsdagen den 27 september 2000 |
| Placering                                         | Kanotister                                        | Nation                                            | Tid                                               | Kval                                              |
| ------------------------------------------------- | ------------------------------------------------- | ------------------------------------------------- | ------------------------------------------------- | ------------------------------------------------- |
| 1                                                 | Andreas Dittmer                                   | Tyskland                                          | 1:50.340                                          | QF                                                |
| 2                                                 | Martin Doktor                                     | Tjeckien                                          | 1:51.174                                          | QF                                                |
| 3                                                 | Ledis Balceiro                                    | Kuba                                              | 1:51.918                                          | QF                                                |
| 4                                                 | Nikolay Bukhalov                                  | Bulgarien                                         | 1:51.996                                          | QS                                                |
| 5                                                 | Maxime Boilard                                    | Kanada                                            | 1:52.764                                          | QS                                                |
| 6                                                 | Michał Śliwiński                                  | Ukraina                                           | 1:53.682                                          | QS                                                |
| 7                                                 | Éric le Leuch                                     | Frankrike                                         | 1:53.934                                          | SQ                                                |
| 8                                                 | Andreas Kilingaridis                              | Grekland                                          | 1:57.858                                          |                                                   |
| 9                                                 | Michał Gajownik                                   | Polen                                             | 2:04.704                                          |                                                   |

Totala resultant heat
| Heat Totala resultat | Heat Totala resultat  | Heat Totala resultat | Heat Totala resultat | Heat Totala resultat | Heat Totala resultat | Heat Totala resultat |
| Placering            | Kanotist              | Nation               | Heat                 | Placering            | Tid                  | Kval                 |
| -------------------- | --------------------- | -------------------- | -------------------- | -------------------- | -------------------- | -------------------- |
| 1                    | Andreas Dittmer       | Tyskland             | 2                    | 1                    | 1:50.340             | QF                   |
| 2                    | Maxim Opalev          | Ryssland             | 1                    | 1                    | 1:51.048             | QF                   |
| 3                    | Martin Doktor         | Tjeckien             | 2                    | 2                    | 1:51.174             | QF                   |
| 4                    | György Kolonics       | Ungern               | 1                    | 2                    | 1:51.492             | QF                   |
| 5                    | Ledis Balceiro        | Kuba                 | 2                    | 3                    | 1:51.918             | QF                   |
| 6                    | Nikolay Bukhalov      | Bulgarien            | 2                    | 4                    | 1:51.996             | QS                   |
| 7                    | Slavomír Kňazovický   | Slovakien            | 1                    | 3                    | 1:52.146             | QF                   |
| 8                    | Maxime Boilard        | Kanada               | 2                    | 5                    | 1:52.764             | QS                   |
| 9                    | Florin Huidu          | Rumänien             | 1                    | 4                    | 1:53.076             | QS                   |
| 10                   | Michał Śliwiński      | Ukraina              | 2                    | 6                    | 1:53.682             | QS                   |
| 11                   | José Manuel Crespo    | Spanien              | 1                    | 5                    | 1:53.862             | QS                   |
| 12                   | Éric le Leuch         | Frankrike            | 2                    | 7                    | 1:53.934             | QS                   |
| 13                   | Christian Frederiksen | Norge                | 1                    | 6                    | 1:54.366             | QS                   |
| 14                   | Aleksandr Maseykov    | Belarus              | 1                    | 7                    | 1:54.468             | SQ                   |
| 15                   | Kaysar Nurmaganbetov  | Kazakstan            | 1                    | 8                    | 1:55.422             | SQ                   |
| 16                   | Andreas Kilingaridis  | Grekland             | 2                    | 8                    | 1:57.858             |                      |
| 17                   | Jordan Malloch        | USA                  | 1                    | 9                    | 1:58.938             |                      |
| 18                   | Michał Gajownik       | Polen                | 2                    | 9                    | 2:04.704             |                      |

### Semifinal
| Heat 1 av 1 Datum: Fredagen den 29 september 2000 | Heat 1 av 1 Datum: Fredagen den 29 september 2000 | Heat 1 av 1 Datum: Fredagen den 29 september 2000 | Heat 1 av 1 Datum: Fredagen den 29 september 2000 | Heat 1 av 1 Datum: Fredagen den 29 september 2000 |
| Placering                                         | Kanotist                                          | Nation                                            | Tid                                               | Kval                                              |
| ------------------------------------------------- | ------------------------------------------------- | ------------------------------------------------- | ------------------------------------------------- | ------------------------------------------------- |
| 1                                                 | Maxime Boilard                                    | Kanada                                            | 1:52.071                                          | QF                                                |
| 2                                                 | Nikolay Bukhalov                                  | Bulgarien                                         | 1:52.371                                          | QF                                                |
| 3                                                 | Michał Śliwiński                                  | Ukraina                                           | 1:52.461                                          | QF                                                |
| 4                                                 | Florin Huidu                                      | Rumänien                                          | 1:53.277                                          |                                                   |
| 5                                                 | Christian Frederiksen                             | Norge                                             | 1:53.661                                          |                                                   |
| 6                                                 | Kaysar Nurmaganbetov                              | Kazakstan                                         | 1:54.465                                          |                                                   |
| 7                                                 | José Manuel Crespo                                | Spanien                                           | 1:54.765                                          |                                                   |
| 8                                                 | Aleksandr Maseykov                                | Belarus                                           | 1:55.035                                          |                                                   |
| 9                                                 | Éric le Leuch                                     | Frankrike                                         | 1:56.907                                          |                                                   |

### Final
| Heat 1 av 1 Datum: Söndagen den 1 oktober 2000 | Heat 1 av 1 Datum: Söndagen den 1 oktober 2000 | Heat 1 av 1 Datum: Söndagen den 1 oktober 2000 | Heat 1 av 1 Datum: Söndagen den 1 oktober 2000 | Heat 1 av 1 Datum: Söndagen den 1 oktober 2000 |
| Placering                                      | Kanotist                                       | Nation                                         | Tid                                            |                                                |
| ---------------------------------------------- | ---------------------------------------------- | ---------------------------------------------- | ---------------------------------------------- | ---------------------------------------------- |
| 1                                              | György Kolonics                                | Ungern                                         | 2:24.813                                       |                                                |
| 2                                              | Maxim Opalev                                   | Ryssland                                       | 2:25.809                                       |                                                |
| 3                                              | Andreas Dittmer                                | Tyskland                                       | 2:27.591                                       |                                                |
| 4                                              | Maxime Boilard                                 | Kanada                                         | 2:29.259                                       |                                                |
| 5                                              | Slavomír Kňazovický                            | Slovakien                                      | 2:29.613                                       |                                                |
| 6                                              | Ledis Balceiro                                 | Kuba                                           | 2:32.229                                       |                                                |
| 7                                              | Michał Śliwiński                               | Ukraina                                        | 2:33.129                                       |                                                |
| 8                                              | Martin Doktor                                  | Tjeckien                                       | 2:37.467                                       |                                                |
| 9                                              | Nikolay Bukhalov                               | Bulgarien                                      | 2:44.829                                       |                                                |